# Florence La Badie
Florence La Badie (27 de abril de 1888 — 13 de outubro de 1917) foi uma atriz de cinema estadunidense que se tornou, entre os anos 1911 e 1917 uma das maiores estrelas do cinema mudo. Sua morte prematura, aos 29 anos, devido a um acidente automobilístico, levou-a a tornar-se a primeira grande estrela de cinema feminina a morrer quando sua carreira estava no apogeu.

## Biografia
Florence foi educada em escolas de Nova Iorque e no Convento de Notre Dame, em Montreal.
Apesar de sua carreira cinematográfica estar bem documentada, os seus primeiros anos de vida são um tanto nebulosos e misteriosos, sem mais informações sobre quem eram seus pais verdadeiros ou sobre o seu real nome de nascimento. Ela dizia ser filha de Joseph E. La Badie e sua esposa Amanda Victor, de Montreal, Quebec. No entanto, também foi alegado que ela nascera em Austin, Texas e fora adotada pela família La Badie. Outra fonte, a Internet Movie Database (IMDB), cita como tendo ela nascido em Nova Iorque, com o nome de nascimento Florence Russ.
Enquanto há muitas evidências sobre ela ter sido criada em Montreal, em um suposto depoimento juramentado ocorrido em 8 de outubro de 1917, uma mulher de Nova Iorque, cujo nome era Marie C. Russ, havia reivindicado ser sua mãe biológica, assim como havia referido uma sepultura familiar dos Russ em Brooklyn, Nova York, no Green-Wood Cemetery, com o número de lote 17187, reservada para Florence Russ, no caso Florence La Badie. Esse suposto depoimento legal foi datado de cinco dias antes da morte de Florence. Houve também evidências de que ela era neta de uma Louisa Russ, que havia comprado o terreno familiar em Green-Wood, assim como indícios de que ela fora adotada legalmente por Joseph La Badie em criança, tendo o seu nome mudado. O depoimento de Marie C. Russ citava: "Florence Russ, minha filha, é proprietária do lote n. º 17187 no cemitério Greenwood, sendo uma neta e herdeira da Sra. Louisa Russ, a compradora do lote citado. Alguns anos atrás disseram que Florence Russ foi legalmente adotada por Joseph E. e Amanda J. LaBadie, e seu nome foi legalmente mudado para Florence LaBadie... ".
No entanto, embora seja provável que ela tenha sido adotada, observa-se que, no momento de seu depoimento, Marie C. Russ residia em uma instituição para doenças mentais, em Nova Iorque. Marie C. Russ declarou também, no depoimento, que a adoção fora legal.

## Carreira cinematográfica

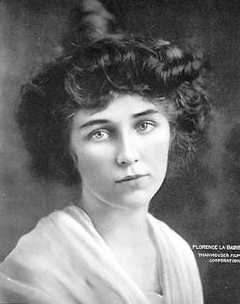

Após completar seus estudos, Florence recebeu uma proposta para trabalhar como modelo em Nova Iorque. Após esse fato, em 1908 ela obteve um pequeno papel numa peça de teatro, interpretando o papel de uma pequena fada em “Ragged Robin”, e iniciou uma temporada com a companhia teatral Chauncey Olcott, atuando em várias cidades dos Estados Unidos. Durante esse perído, conheceu a jovem atriz Mary Pickford, que em 1909 a convidou para assistir o making of de um filme no Biograph Studios, em Manhattan.
Tendo feito uma pequena “ponta” improvisada no filme de Pickford, “Getting Even”, foi convidada a voltar à Biograph para participar de outro filme, naquele mesmo ano. Foi vista, ainda em 1909, em “In the Window Recess”, e posteriormente foi contratada pela Biograph. Ela iria fazer vários filmes sob a direção do renomado D. W. Griffith, com seu primeiro crédito, em 1909, em The Politician's Love Story, estrelado por Mack Sennett e Kathlyn Williams .
Em junho de 1911, sua carreira foi reforçada quando foi contratada por Edwin Thanhouser, da Thanhouser Film Corporation, em  New Rochelle, Nova Iorque. Com sua sofisticação e beleza, Florence La Badie se tornou a mais proeminente atriz da Thanhouser, atuando em dezenas de filmes nos próximos dois anos. Seus filmes mais lembrados são: The Tempest (1911), uma adaptação da peça de William Shakespeare, e Dr. Jekyll and Mr. Hyde (1912), uma adaptação da história escrita por Robert Louis Stevenson.
Seu mais conhecido trabalho foi o seriado de 1914, The Million Dollar Mystery. Ao longo de seis anos, a carreira de La Badie a tinha levado ao topo do sucesso como atriz de cinema.

## Primeira Guerra Mundial
Quando a Primeira Guerra Mundial estendeu-se além da Europa em 1914, o Canadá imediatamente entrou na guerra, e como resultado vários dos jovens amigos e parentes de Florence La Badie foram enviados para o exterior. Ela tinha muitos fãs no Canadá e, de acordo com o jornal de Nova Iorque “Morning Telegraph”, de 27 de junho de 1915, um jovem soldado lutando nas trincheiras do norte da França escreveu para ela, enviando dezenas de fotografias que representavam graficamente os horrores da guerra. Profundamente afetada, La Badie tornou-se uma vigorosa defensora da paz, viajando através dos Estados Unidos com um projetor de slides em que apresentava as fotografias do soldado, alertando sobre os perigos terríveis de ir para a guerra, começando suas palestras em uma audiência na Peace Society.
Em junho de 1916, foi uma dos mais proeminentes angariadoras de fundos para a iluminação da Estátua da Liberdade, e foi vista na Broadway em um automóvel Pullman especial apresentado pela Thanhouser Film Corporation, em reconhecimento pelos seus serviços e para utilização durante sua solicitação de contribuições.

## Vida pessoal
“Betty”, como era chamada por seus amigos, por um tempo teve um relacionamento com um vendedor de Cadillac chamado Val Hush, que também atuou em peças pequenas para Thanhouser e que mantinha, ao mesmo tempo, um relacionamento com a atriz Mignon Anderson. Eles se separaram, e ela se envolveu com Daniel Carson Goodman, um escritor que trabalhou no cenário do seriado Zudora para a Thanhouser Film Corporation.

## Morte

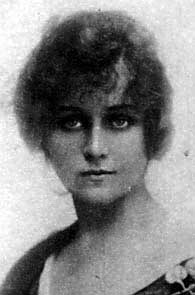

Em agosto de 1917, La Badie havia alcançado o sucesso. Ela fizera 185 filmes desde 1909, 32 a menos do que Mary Pickford, que fizera 217 no mesmo período. Seu filme The Woman in White havia sido lançado em julho de 1917. Seus dois próximos filmes, The Man Without a Country, uma adaptação do romance de Edward Everett Hale The Man Without a Country, e War and the Woman, foram lançados, ambos, em 9 de setembro de 1917. Embora a Thanhouser Film Corporation tivesse passado por dificuldades desde a morte, por acidente automobilístico em 1914, de Charles J. Hite, a carreira de Florence foi prosperando. Menos de um mês antes do acidente, ela anunciara que estava saindo da Thanhouser, e que havia várias outras empresas de cinema dispostas a contratá-la.
Em 28 de agosto de 1917, enquanto dirigia perto de Ossining, Nova Iorque, na companhia de seu noivo, Daniel Carson Goodman, os freios no carro de La Badie falharam e o veículo caiu de um penhasco, com capotamento. Enquanto Goodman escapou apenas com uma perna quebrada, La Badie foi lançada do veículo e sofreu ferimentos graves, incluindo uma fratura pélvica. Hospitalizada, ela viveu mais de seis semanas e parecia melhorar, quando repentinamente morreu, em 13 de outubro, de septicemia.
Com sua morte, ela se tornou a primeira grande estrela de cinema feminina a morrer enquanto sua carreira estava no seu apogeu, e o público do cinema lamentou sua morte. Após um grande funeral, ela foi enterrada no Green-Wood Cemetery, no Brooklyn, Nova Iorque, o mesmo cemitério incluído por Marie C. Russ em seu depoimento judicial, antes de sua morte, com Marie Russ depondo ter sido a sua mãe verdadeira.
O seu obituário anunciou que La Badie sobreviveu à sua mãe, Amanda La Badie, sem mencionar ter sido adotada. Esta omissão era habitual na época. Devido à sua morte, é desconhecido como teria sido sua carreira posterior. Embora pouco lembrada atualmente, ela era uma estrela de grande bilheteria. Sob as leis de Nova Iorque, sua propriedade foi dividida entre o Sr. e a Sra. Joseph La Badie.

## Filmografia seleta
| - Getting Even - (1909) - In the Window Recess - (1909) - Bobby, the Coward - (1911) - The Broken Cross - (1911) - How She Triumphed - (1911) - David Copperfield - (1911) - Enoch Arden - (1911) - The Tempest - (1911) - The Indian Brothers - (1911) - The Blind Princess and the Poet - (1911) - Paradise Lost - (1911) - Cinderella - (1911) - Dr. Jekyll and Mr. Hyde (1912) - The Portrait of Lady Anne (1912) - The Star of Bethlehem (1912) - The Merchant of Venice - (1912) - Petticoat Camp (1912) | - Undine - (1913) - The Voice of Conscience (1913) - The Evidence of the Film (1913) - Cymbeline (1913) - Marble Heart (1913) - Thanhäuser (1913) - The Million Dollar Mystery - (1914-1915) (seriado) - The Adventures of Florence - (1915) - The Country Girl - (1915) - Monsieur Lecoq - (1915) - The Fear of Poverty - (1915) - Crossed Wires (1915). Também conhecido como Telephone Tragedy. - The Return of Draw Egan - (1916) - Ward of the King - (1916) - Divorce and the Daughter - (1916) - The Woman in White - (1917) - War and the Woman (1917) |

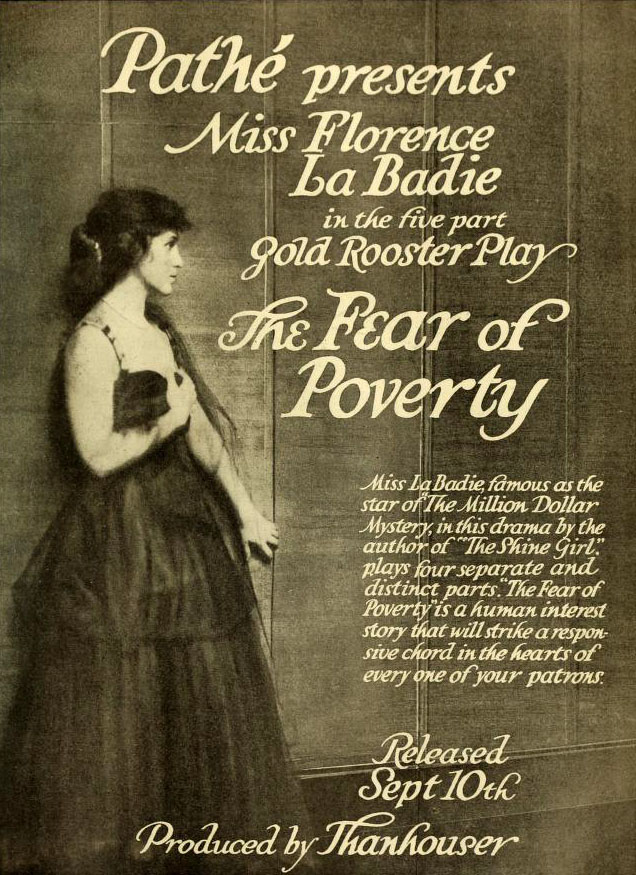
The Fear of Poverty (1916)
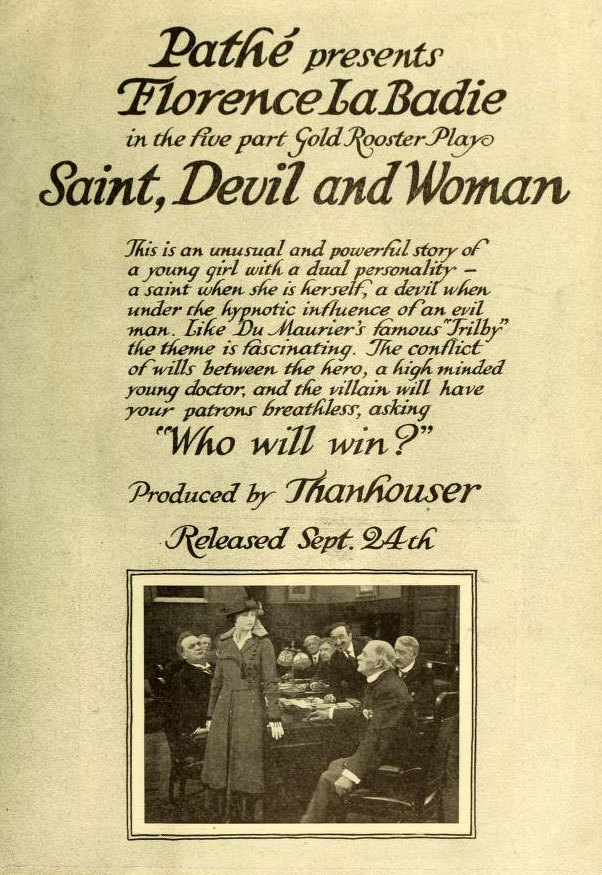
Saint, Devil and Woman (1916)
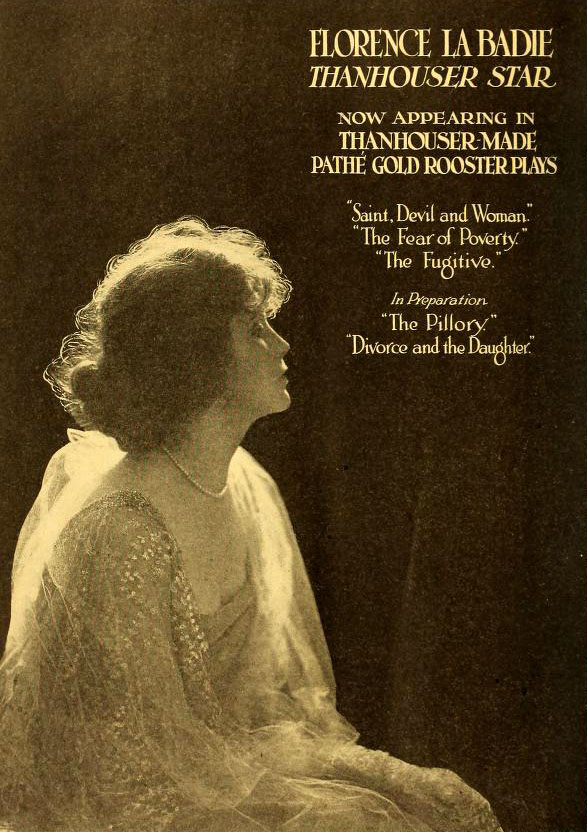
Advertisement (1916)
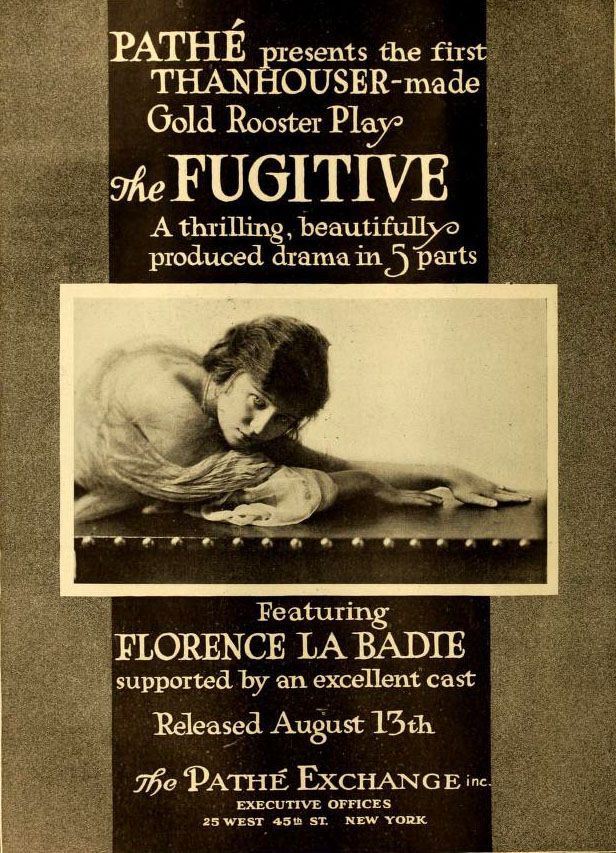
The Fugitive (1916)